# Ligamentum interspinale

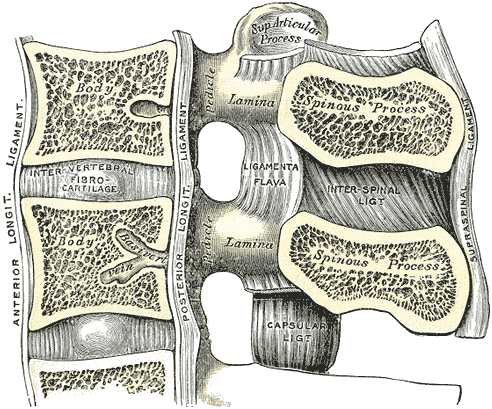
Wirbelsäulenbänder

Das Ligamentum interspinale („Zwischendornfortsatzband“) ist eines der kurzen Wirbelsäulenbänder. Es spannt sich zwischen den jeweils benachbarten Dornfortsätzen der Wirbel auf und reicht von deren Basis bis zur Spitze. An der Spitze des Dornfortsatzes steht es mit dem Ligamentum supraspinale in Verbindung, an der Basis mit dem Ligamentum flavum. Im Bereich der Halswirbelsäule sind die Ligamenta interspinalia nur gering ausgebildet, am kräftigsten sind sie im Bereich der Lendenwirbelsäule.